# Grup d'Observació de les Nacions Unides a la Franja d'Aouzou
El Grup d'Observació de les Nacions Unides a la Franja d'Aouzou (UNASOG) va ser una missió de pau de les Nacions Unides establerta mitjançant la Resolució 915 del 4 de maig de 1994.
La missió es va fer necessària després del conflicte entre el Txad i Líbia per al control de la franja d'Aouzou, rica en dipòsits d'urani. Després del conflicte, guanyat pel Txad, una sèrie de negociacions de pau entre les dues nacions van concloure sense acord; la situació es va resoldre amb una resolució de la Cort Internacional de Justícia el 13 de febrer de 1993, que va sancionar l'autoritat del Txad a la zona.
El mandat de la missió era controlar la desmilitarització de la zona i ajudar a fer que el Txad recuperés el control total de la zona. El contingent militar estava format per 9 observadors militars de Bangladesh, Ghana, Hondures, Kenya, Malàisia i Nigèria amb l'ajut de sis civils. El mandat es va acabar amb la Resolució 926.